# Joanna Odrowąż-Sypniewska
Joanna Elżbieta Odrowąż-Sypniewska – polska filozof, profesor nauk humanistycznych, pracownik naukowy Wydziału Filozofii Uniwersytetu Warszawskiego.

## Życiorys
W 1999 r.  obroniła pracę doktorską pt. Paradoksy semantyczne a zagadnienie nieostrości', której promotorem był prof. Jacek Juliusz Jadacki, w 2007 r. otrzymała stopień  doktora habilitowanego. W 2015 r.  uzyskała tytuł profesora nauk humanistycznych. Pracowała w  Szkole Wyższej Psychologii Społecznej w Warszawie.
Jest profesorem na Wydziale Filozofii Uniwersytetu Warszawskiego, członkiem zarządu Polskiego Towarzystwa Semiotycznego, przewodniczącym  Komitetu Narodowego do spraw Współpracy z Międzynarodową Unią Historii i Filozofii Nauki i Techniki - Sekcji Logiki, Metodologii i Filozofii Nauki i Techniki (IUHPST-DLMPST) Polskiej Akademii Nauk i Komitetu Nauk Filozoficznych PAN.
Należy do Rady Dyscypliny Naukowej – Filozofii Uniwersytetu Warszawskiego.